# درخواست دوستی در حال بررسی
درخواست دوستی در حال بررسی (انگلیسی: Friend Request Pending) یک فیلم کوتاه کمدی-درام بریتانیایی است که در سال ۲۰۱۱ منتشر شد.

## بازیگران
- جودی دنچ
- تام هیدلستون
- فیلیپ جکسون
- جان مک‌میلان
- پنی رایدر